# Kirche des heiligen Sebastian (Opole)

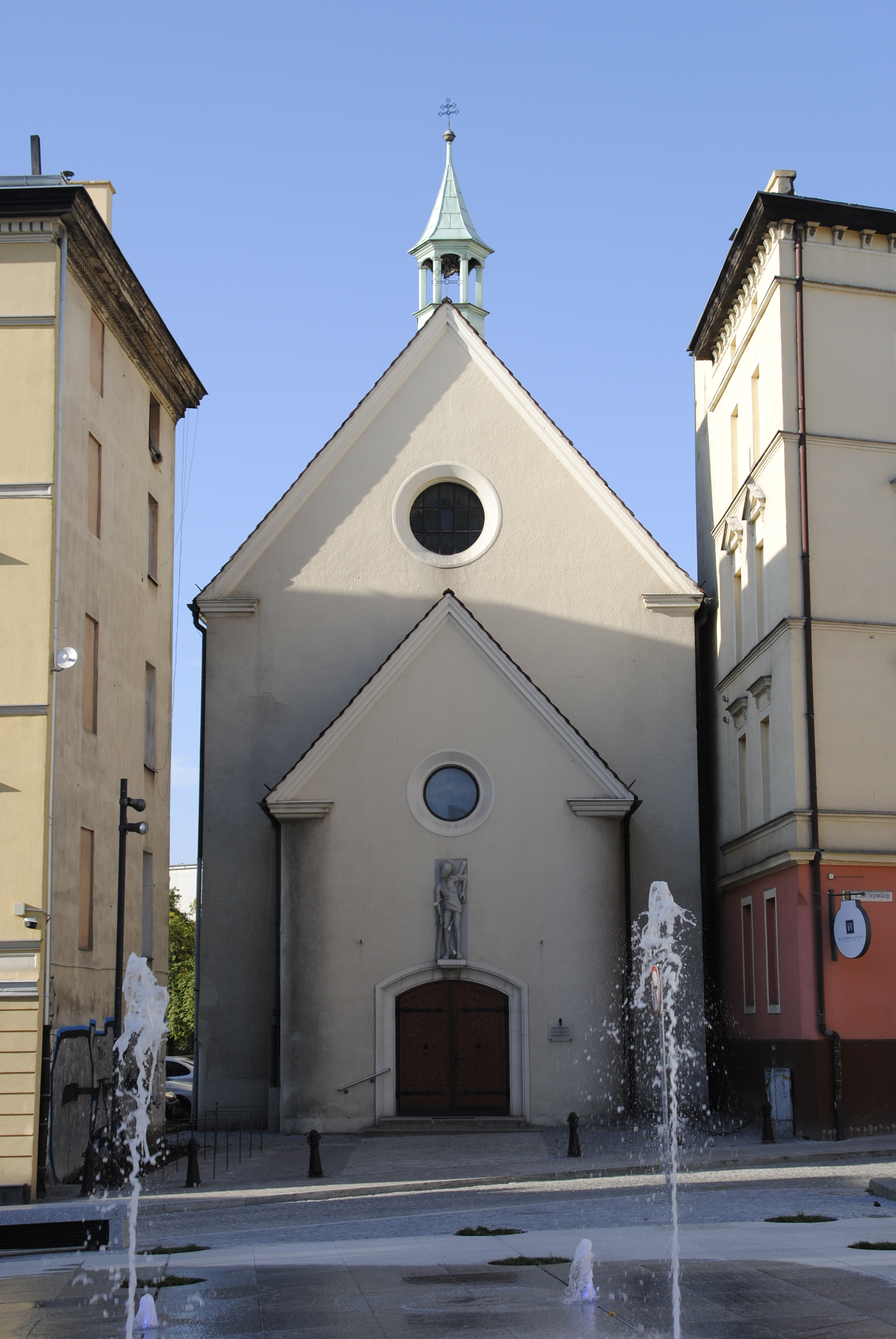
Kirche des heiligen Sebastian mit der Figur des heiligen Sebastian über dem Eingangsportal

Die Kirche des heiligen Sebastian (polnisch Kościół św. Sebastiana, auch Sebastianskapelle oder Polnisches Kirchlein) ist eine römisch-katholische Kirche in Opole. Sie ist die einzige nicht geostete Kirche der Stadt.

## Lage
Die Kirche des heiligen Sebastian liegt im nördlichen Bereich der Oppelner Altstadt am Plac Świętego Sebastiana (dt. Sebastiansplatz, auch Töpfermarkt). In unmittelbarer Nachbarschaft des Chores verlief im Mittelalter die Stadtbefestigung.

## Geschichte

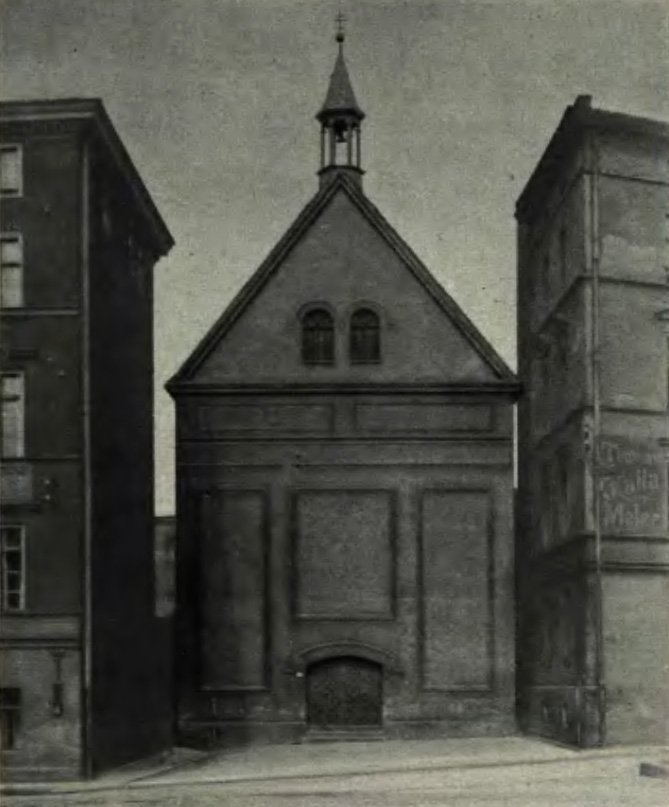
Die Sebastianskirche vor dem Umbau von 1932 – Aufnahme von 1930

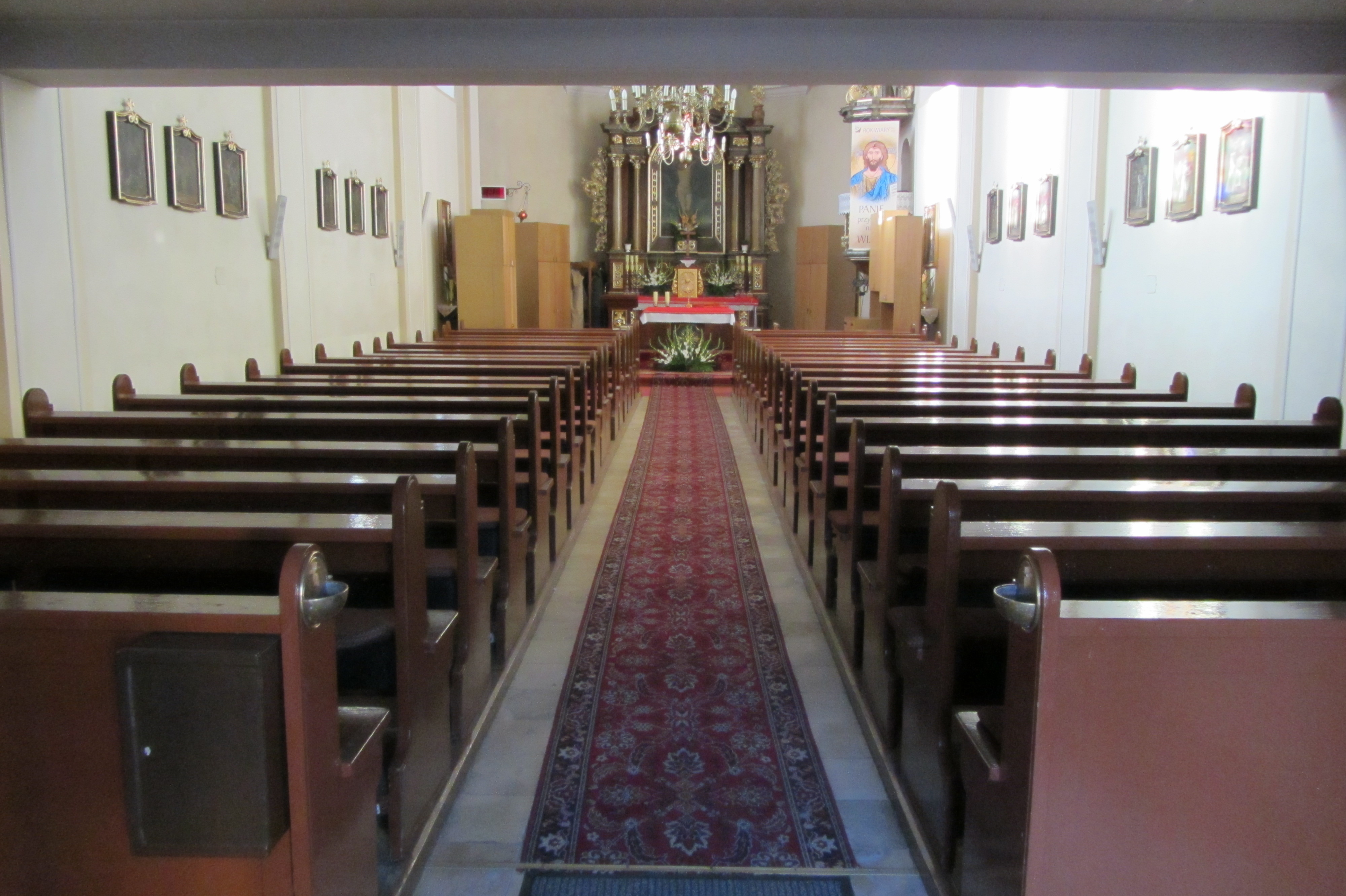
Blick in den Innenraum

Die Stiftung der Kirche des heiligen Sebastian geht auf das Jahr 1680 zurück, nachdem in der Stadt eine Pestepidemie gewütet hatte. Eine bischöfliche Genehmigung zum Bau der Kirche wurde am 18. November 1680 erteilt. Die Kirche wurde auf dem Gelände des alten Wirtshauses erbaut, von dem aus sich die Pest im Jahr 1679 ausbreitete. Diese Pestepidemie forderte mehr als 900 Opfer, was über 50 % der damaligen Stadtbevölkerung entsprach.
Durch mehrere Stadtbrände verzögerte sich der Bau der Kapelle und konnte erst 1696 vollendet werden. 1711 wurde die Glocke gegossen. Am 1. August 1720 weihte man die Kirche dem hl. Sebastian, dem Schutzheiligen der Pestkranken. 1785 kam es zu umfangreichen Dacharbeiten, wobei das Dach mit neuen Schindeln bedeckt wurde. Um 1813 diente die Kapelle als Lazarett und Magazin. 1838 wurde durch den Schieferdecker Drescher aus Neiße das kleine Türmchen auf dem Dach aufgesetzt. Zwischen Juli und Oktober 1842 erfolgten weitere Renovierungsarbeiten. Hierbei wurde das Dach wiederum neu bedacht und die Außenfassade verputzt.
Im Jahre 1932 wurden Modernisierungs- und Umbauarbeiten vorgenommen. Dabei wurde durch Abriss des Chores das Schiff der Kirche verlängert. Der Neubau des Chores entstand in Form einer halbkreisförmigen Apsis. An deren nördlicher Seite erfolgte ein Neubau der Sakristei, welche sich zuvor an der Westseite befand und abgerissen wurde. Weiterhin erhielt die Eingangsseite der Kirche eine Vorhalle sowie ein kreisrundes Fenster. Weitere Maßnahmen waren die Renovierung des Altars, des Dachstuhls sowie die Wiederherstellung der barocken Orgel. Leitender Architekt für die Ausbaumaßnahmen war Hans Ehl. Die umgebaute Sebastiankirche wurde am 13. Januar 1933 neugeweiht.
Zur deutschen Zeit fanden nur in dieser Kirche polnische Gottesdienste statt, daher auch der Name „Polnisches Kirchlein“. Heutzutage werden hier die deutschen Gottesdienste gefeiert, die jeden Sonntag um 10 Uhr stattfinden.
Im Innenraum befindet sich eine barocke Orgel, die aus der ehemaligen Jesuitenkirche der Stadt Opole stammt.